# Kukawka (struga)
Kukawka – struga, lewostronny dopływ Nurca o długości 25,49 km i powierzchni zlewni 73,63 km².
Struga płynie w województwie podlaskim. Przepływa m.in. przez Pobikry, Radziszewo-Króle, Trzaski, Antonin. Na znacznym odcinku zachowała naturalny charakter, meandrując wśród nadbrzeżnych drzew. W podłożu dominują na przemian: piasek i kamienie pokryte cienką warstwą materii organicznej. Ciek stosunkowo wąski (do 2,5 m) i głęboki (do 1,1 m). Do 70% powierzchni dna pokryte zwartą roślinnością zanurzoną. Na powierzchni licznie występuje rzęsa.